# 鹿窠摩崖石刻群
鹿窠摩崖石刻群位于中国浙江省宁波市海曙区章水镇杖锡村鹿窠自然村，南宋石刻，历史上石刻共九块，现存八块，字体有隶书、楷书、篆书，在百步阶驿道边刻有“过云”，在百步阶上端分别刻有“醉泉”、“潺浮洞”、“三峡”、“浴心”，在佛手岩山上又刻有 “再来石”、“佛诃”、“中峰”，在屏风岭东面为“四明山心”石刻，距离其500米处原有一块石刻，已毁，石刻多出自附近杖锡寺僧侣之手，内容多属佛教用语，1986年公布为鄞州区文物保护单位（当时为鄞县文物保护单位）:342，2018年12月28日因行政区划调整公布为海曙区文物保护单位。